# Eccles (Greater Manchester)
Eccles is een stadje in Greater Manchester, Engeland met 38.756 inwoners (2011). Eccles is een onderdeel van de City of Salford, ligt 4,3 km ten westen van Salford en 6,0 km ten westen van het centrum van Manchester, tussen de snelweg M602 ten noorden en het Manchester Ship Canal ten zuiden.